# Газовая плита

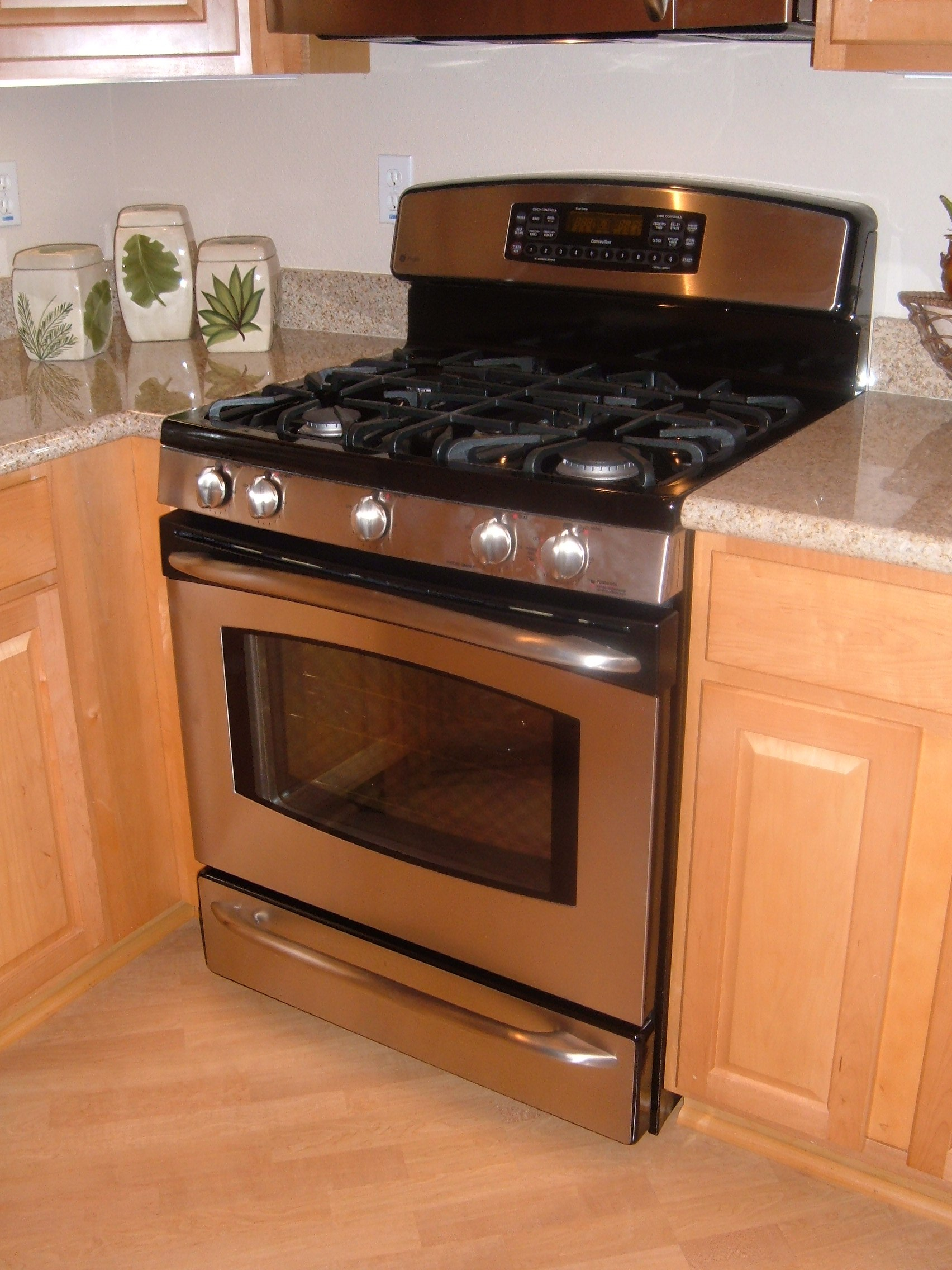
Газовая плита

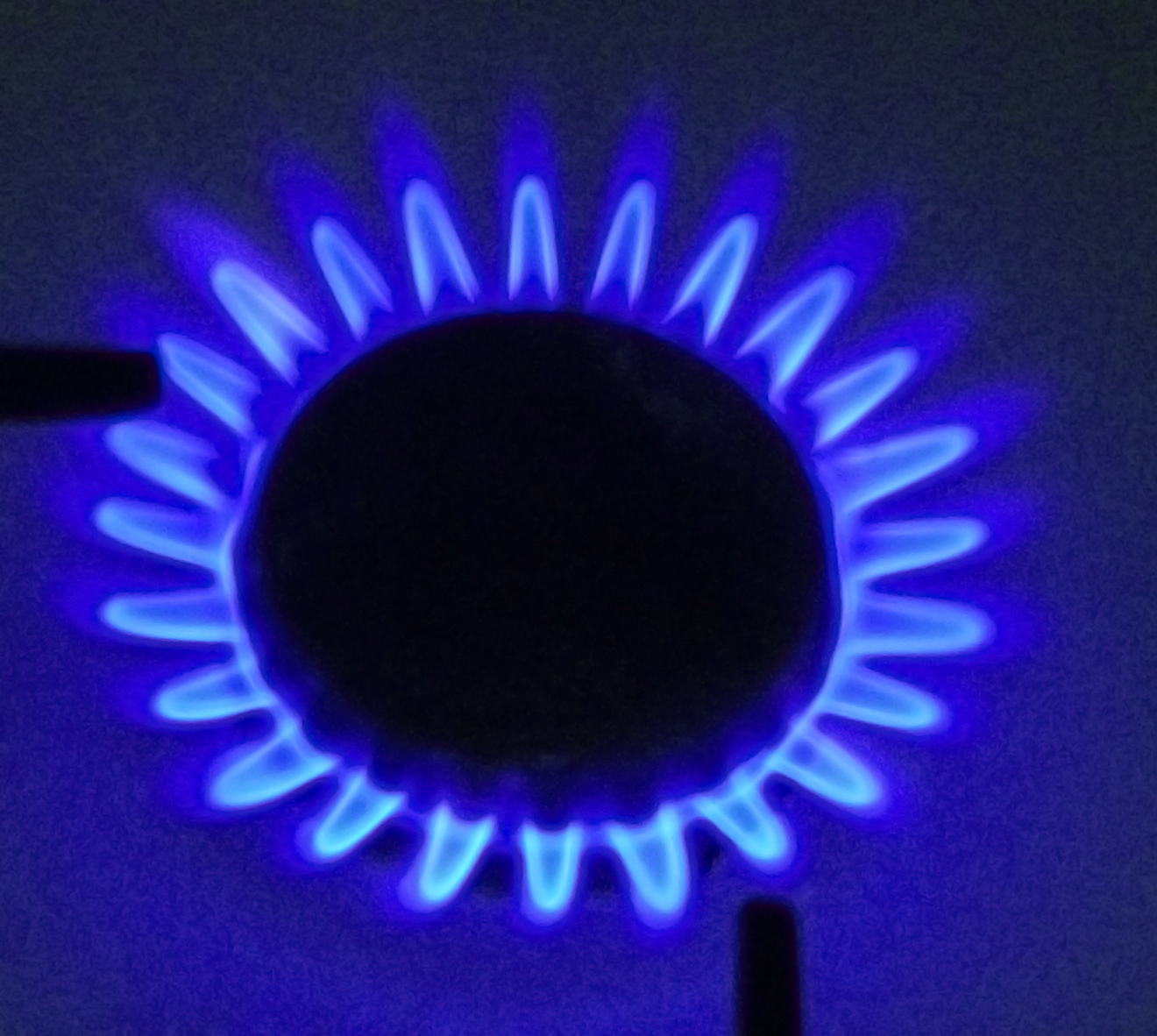
Огонь газовой горелки

Га́зовая плита́ — кухонная плита, использующая в качестве топлива горючий газ. Может использоваться природный газ из городской газовой сети или сжиженный газ из баллонов или газгольдеров. При использовании баллонов со сжиженным газом необходим газовый редуктор.
Регулирование силы пламени осуществляется изменением объёмной скорости поступающего в горелку газа. При работе газ истекает из сопла (жиклёра), смешивается с воздухом, полученная газовоздушная смесь через рассекатель горелки выходит через её боковые отверстия и воспламеняется.
Розжиг горелки осуществляется от источника открытого огня, например, спичками, зажигалками (обычной или электрической) или встроенного устройства искрового электрозажигания.
Современные газовые плиты имеют функцию автоматического прекращения подачи газа (устройство контроля пламени, в обиходе — «газ-контроль») после погасания пламени горелки, термостат для регулировки температуры, а также таймер автоматического отключения духового шкафа и горелок стола.

## Устройство газовой плиты
Бытовые газовые плиты имеют от одной до шести конфорок и могут быть оборудованы духовыми шкафами. Они состоят из следующих основных частей: корпуса, рабочего стола с конфорочными вкладышами, духового шкафа, газовых горелок (конфорочных и для шкафа), газораспределительного устройства с кранами. Детали бытовых плит изготавливают из термически стойких, коррозионно-устойчивых и долговечных материалов. Поверхность и детали плиты (кроме задней поверхности) покрываются эмалью различных цветов либо изготавливаются из нержавеющей стали. Высота рабочего стола бытовых плит 850 мм, а ширина — не менее 500 мм. Расстояние между центрами соседних конфорок — не менее 230 мм. Номинальная мощность горелок духового шкафа должна обеспечивать равномерный разогрев духового шкафа до температуры 285—300 °C не более чем за 25 минут.

### Горение газа
Бытовые газовые плиты оборудуют горелками с отводом продуктов сгорания непосредственно в кухню. Часть воздуха, необходимого для горения (первичный воздух), эжектируется газом, вытекающим из сопел горелок; остальная часть (вторичный воздух) поступает к пламени непосредственно из окружающей среды. Воздух к горелкам духового шкафа поступает через специальные щели и отверстия в плите. Продукты сгорания горелок рабочего стола поднимаются вдоль стенок посуды, обогревая их, и поступают в окружающую атмосферу. Продукты сгорания горелок духового шкафа обогревают его и поступают в помещение через отверстия в боковых или задней стенках плиты. Отвод продуктов сгорания непосредственно в помещение предъявляет высокие требования к конструктивным качествам горелок, которые должны обеспечивать полное сгорание газа.
Основными причинами, вызывающими химическую неполноту сгорания газа в горелке, являются:
- охлаждающее действие стенок посуды, которое может привести к неполному протеканию химических реакций горения, образованию угарного газа и сажи;
- неудовлетворительное перемешивание газа с первичным воздухом в проточной части эжектора;
- плохая организация подвода вторичного воздуха и отвода продуктов сгорания;
- повышенное давление газа.

### Устройство безопасности
Назначение устройства состоит в том, чтобы прекращать подачу газа к горелке при отсутствии пламени. Пропадание пламени происходит обычно в результате срыва его потоком воздуха.
Природный газ не обладает ни цветом, ни запахом. Без применения специальных добавок, одорантов, люди не смогли бы обнаружить присутствие газа в воздухе. Добавки придают газу характерный запах гнилой капусты и прелого сена, чтобы можно было определить утечку газа и вызвать экстренную службу. Однако горение газа может прекратиться без присутствия человека.
Устройство безопасности представляет собой нормально закрытый электромагнитный клапан, встроенный в газовый кран регулировки пламени. В открытом положении клапан удерживается электромагнитом, по которому протекает ток от термопары, расположенной в пламени горелки. Для открытия клапана ручка крана удерживается в нажатом положении несколько секунд после розжига горелки — за это время термопара нагревается до создания достаточной ЭДС (несколько десятков милливольт) и соответствующего ей тока (сотни миллиампер), вызывающего срабатывание электромагнита. При погасании горелки термопара охлаждается, ток в цепи электромагнита уменьшается и клапан подачи газа под действием пружины закрывается.
Согласно российским стандартам устройство контроля пламени должно обеспечивать:
- время его срабатывания при розжиге горелки не более 10 с для горелок стола и 15 с для горелок духового шкафа или гриля (при воздействии вручную в течение этого времени);
- автоматическое прекращение подачи газа после погасания пламени горелки за время не более 60 с для горелок духового шкафа и гриля и 90 с для открытых и закрытых горелок стола или контактных устройств гриля.

## История
История газовых плит начинается с газификации крупных городов Европы и создания в них газового освещения и связана с именем Джеймса Шарпа. Он работал на газовой фабрике ассистентом директора и в 1825 г. запатентовал своё изобретение — первую газовую плиту. Промышленный выпуск газовых плит начался в 1836 году в Англии. Примерно в это же время, в Нидерландах в городе Алкмар, голландец по имени Карстен Адлер в 1828 году пытается усовершенствовать разработку Шарпа, но эксперименты не оказались успешными, и в 1831 году он прекращает разработку.
Газовая плита была представлена на Всемирной выставке в Лондоне в 1851 году, но коммерческий успех в Англии эта технология получила лишь в 1880-х годах. К тому моменту английские города были охвачены сетью газопроводов искусственного (светильного) газа, что сделало использование газа в быту относительно дешевым и эффективным.
В Европе и Соединенных Штатах газовые плиты получили широкое распространение в начале XX века. Развитие технологий добычи и транспортировки природного газа приводит к постепенному вытеснению искусственного газа в быту природным: в США в 1930-е годы и особенно после Второй Мировой войны, а в Европе — в 1960-е годы.
В СССР до Великой Отечественной войны большинство населенных пунктов не имело бытового газоснабжения. Для приготовления пищи советские граждане использовали печи и плиты на твердом топливе (дрова, уголь), а также портативные нагревательные приборы на жидком топливе: керосинки, примусы, керогазы. Исключение составляли крупные города — Москва, Ленинград, Киев и пр., которые снабжались искусственным газом. Газ производился на газовых заводах из каменного угля, нефти и т. д., и первоначально предназначался для газового освещения. К 1941 году производство искусственного газа в Москве достигло 176,1 млн м³ в год, протяженность газовых сетей составляла 546 км, количество газифицированных квартир превысило 62,3 тыс.
С 1950-х годов в СССР началось массовое жилищное строительство и газификация ранее построенного жилья. При наличии в регионе добычи газа или межрегиональных газопроводов в жилые дома стал подводиться природный газ; при их отсутствии в кварталах застройки многоквартирными домами сооружались устройства хранения сжиженного газа — газгольдеры, из которых газ подаётся в квартиры. Так же создаётся сеть снабжения населения сжиженным газом из баллонов, благодаря этому газовые плиты распространяются в сельской местности и в дачных массивах. В результате газовые плиты постепенно приобретают широкое распространение.
С середины 1970-х в крупных городах СССР начинается массовое строительство жилых домов повышенной этажности, и в это же время вводится запрет на газификацию домов выше 10 этажей. Это приводит к замедлению газификации и широкому распространению электрических плит.

## Преимущества и недостатки

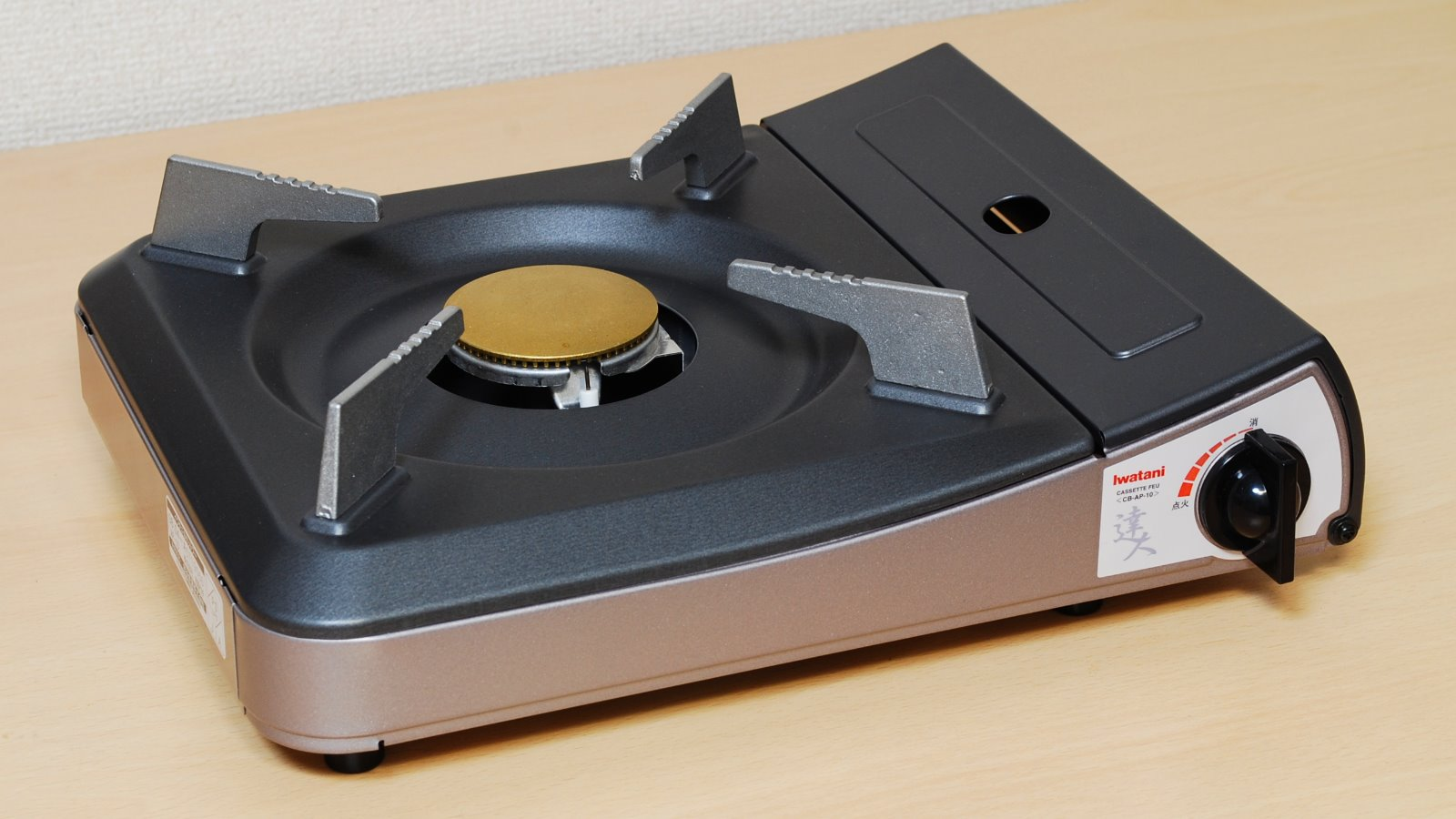
Портативная газовая плита

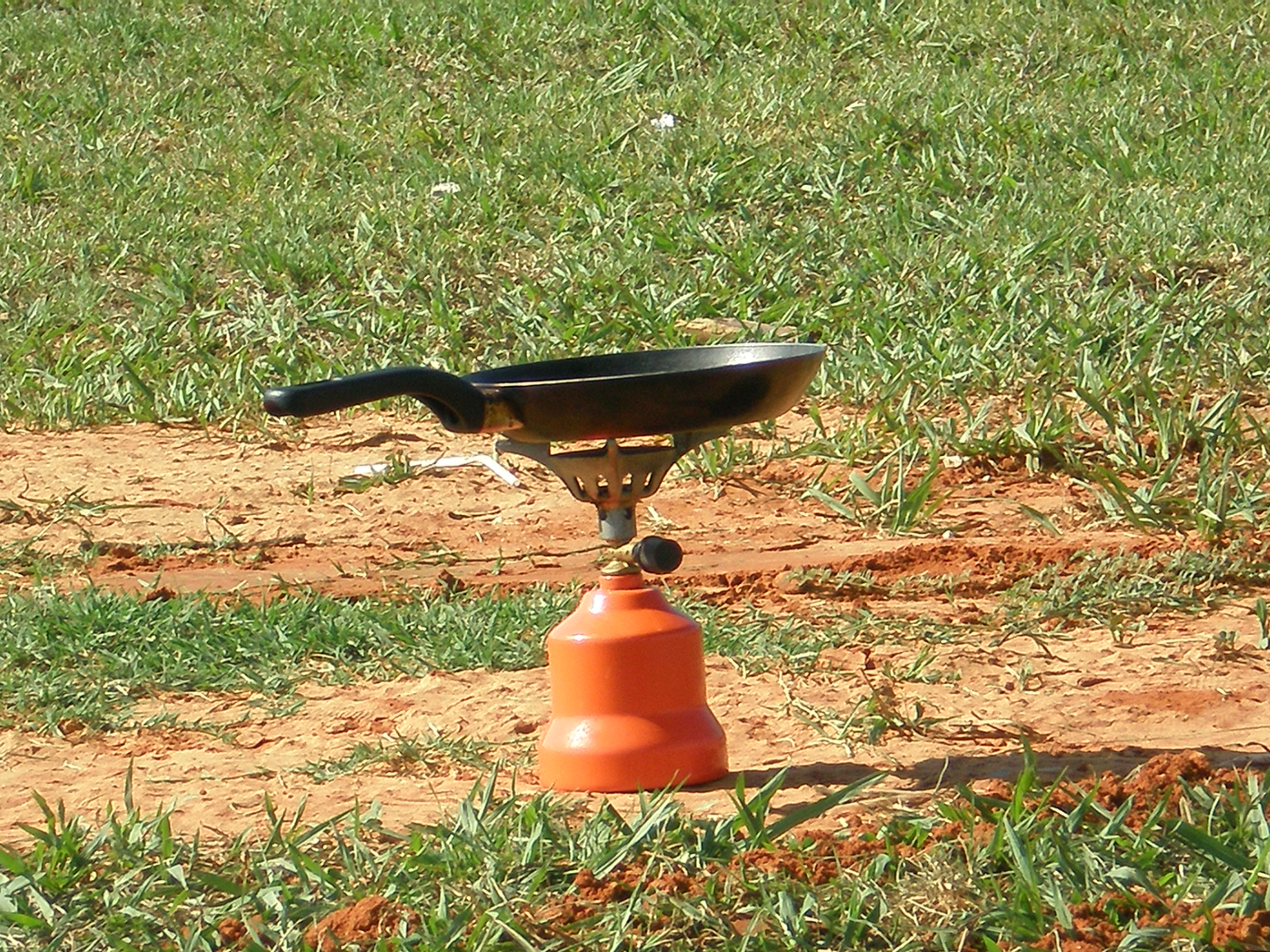
Туристическая газовая горелка

Долгое время главным преимуществом газовой плиты перед большинством других видов кухонных плит была простота регулировки силы нагрева: её тепловая инерционность определяется исключительно тепловой инерцией применяемой посуды. Это позволяет легко и оперативно регулировать интенсивность кипения при варке и скорость обжарки. Ей не требуется время на разогрев конфорки, что обеспечивает быстрое вскипание воды и ускоряет процесс приготовления пищи. Подобным свойством обладают индукционные плиты, но они появились значительно позже.
Применяемый в газовых плитах природный газ является одним из недорогих энергоносителей, во многих странах эксплуатация газовой плиты обходится дешевле, чем электрических плит любых видов. По сравнению со многими видами электрических плит, в особенности индукционных, сама газовая плита проще устроена и имеет небольшую стоимость.
В отличие от керосинки, примуса и керогаза, газовая плита не требует проведения манипуляций перед запуском (достаточно лишь поджечь газ), не коптит, не использует расходных материалов (таких как фитили), проще и безопаснее в обращении.
Газовая плита нетребовательна к посуде: она может быть выполнена из любого негорючего материала, устойчивого к нагреванию, в том числе из алюминия. Газовая плита позволяет использовать казаны, сковороды вок и другие сковороды с широкими наклонными стенками, которые нельзя использовать на электроплитах с плоской нагревательной поверхностью, при этом прогреваться будет вся поверхность посуды, включая стенки. Однако использование некоторых видов посуды с газовыми плитами требуют применения рассекателей пламени. Помимо этого, при использовании газовой плиты доступны некоторые техники приготовления с помощью открытого пламени.
Автоматическое управление газовой плитой — более сложная задача, чем для электрической плиты, и потому применяется редко.
Применяемые в плитах природный газ и сжиженные углеводородные газы взрывоопасны в смеси с воздухом, что накладывает определённые требования на эксплуатацию и техническое обслуживание газового оборудования. Не все плиты оснащаются системой автоматического перекрытия газа при погасании пламени.
Работающая газовая плита потребляют кислород воздуха и выделяет в помещение продукты сгорания газа, в связи с чем к этому помещению предъявляются особые требования, в частности к оборудованию приточной и вытяжной вентиляции. При неправильной эксплуатации плита может выделять угарный газ, что проявляется в изменении цвета пламени на жёлтый.
Газовый духовой шкаф нагревается горелкой (или горелками), расположенными под днищем шкафа. Горячие продукты сгорания газа через специальные отверстия попадают внутрь шкафа, и для обеспечения циркуляции предусмотрены вентиляционные отверстия в верхней части шкафа, выходящие на заднюю стенку, стол плиты или на переднюю стенку над дверцей шкафа (у встраиваемых в мебель духовых шкафов). Из-за такой конструкции многие газовые духовые шкафы имеют неравномерное распределение температуры внутри. В некоторых духовых шкафах имеется горелка гриля, расположенная в верхней части шкафа, но её нельзя включить одновременно с основной, она используется только для приготовления в режиме гриля. Кроме того, газовые духовые шкафы, в отличие от электрических, не всегда оборудуются термостатом, а при его наличии точность поддержания заданной температуры у газового термостата ниже. По этим причинами широко выпускаются комбинированные газово-электрические плиты, оборудованные газовыми конфорками стола и электрическим духовым шкафом, свободным от данных недостатков.
Использование природного газа предполагает наличие сети газоснабжения — отдельной инженерной сети, которой не требуется при использовании электроплит. Газификация высотных зданий может быть осложнена или вовсе невозможна. Применение сжиженного газа требует места для хранения газовых баллонов и периодической их заправки. С другой стороны, когда нет возможности подключения к электросетям достаточной мощности, например в автодомах, применение сжиженных газов более оправдано. Большое распространение получили портативные газовые плиты и горелки, вытесняющие в пешем туризме и кемпинге примус. Использование природного газа наиболее оптимально с экономической точки зрения на длительной перспективе, хотя прокладка сетей газоснабжения, как правило, довольно дорогостоящее мероприятие. В случае, если жильё оборудовано автономным отоплением с использованием индивидуальных газовых котлов, используется общая сеть газоснабжения и применение газовых плит в этом случае наиболее оправдано.

## Влияние на здоровье
Использование газовых плит связано с рядом рисков для здоровья. Исследование, проведенное Университетом Жауме I (Испания), показало, что загрязнение воздуха, вызванное газовыми плитами в европейских домохозяйствах (включая Великобританию), может быть причиной приблизительно 40 000 преждевременных смертей ежегодно. При сгорании газа выделяются диоксид азота (NO₂) и твердые частицы, способствующие развитию респираторных заболеваний. Исследование 2013 года выявило, что использование газовых плит увеличивает риск развития детской астмы (на 42% риск эпизодической астмы и на 24% риск развития хронической астмы). Кроме того, газовые плиты являются источником выбросов диоксида углерода (CO₂), парникового газа, влияющего на изменение климата. Страны с высоким уровнем использования газа в быту, такие как Великобритания, Румыния, Польша и Италия, сталкиваются с наиболее серьезными проблемами загрязнения воздуха в жилых помещениях.